# Kimula levii
Kimula levii is een hooiwagen uit de familie Minuidae.